# Vertumno y Pomona (Melzi)
Vertumno y Pomona es una pintura de Francesco Melzi fechada hacia 1518-1522. Representa al dios romano de las estaciones Vertumno disfrazado de una anciana que intenta cortejar a Pomona, diosa romana de la fruta. Se encuentra en la colección de la Gemäldegalerie de los Museos Estatales de Berlín.

## Análisis
Vertumno y Pomona está pintada en el estilo típico de los Leonardeschi o “leonardescos” (artistas seguidores del estilo de Leonardo da Vinci), utilizando el característico tipo facial femenino de Leonardo, con los ojos bajos y una sonrisa tensa, su técnica del sfumato y las representaciones geológicas y botánicas propias de su estilo. La pintura también se basa en composiciones conocidas de Leonardo de antes de 1513: por ejemplo, la pintura de Melzi tiene el mismo esquema de color que La Virgen, el Niño Jesús y Santa Ana de Leonardo, que se conserva en el Museo del Louvre. Las altas montañas en el fondo, especialmente el puente arqueado a la izquierda, están tomados del fondo de La Gioconda. Además, la pose de Pomona está estrechamente relacionada con la pose de la Virgen María en el dibujo de Leonardo llamado Cartón de Burlington House de la National Gallery de Londres.

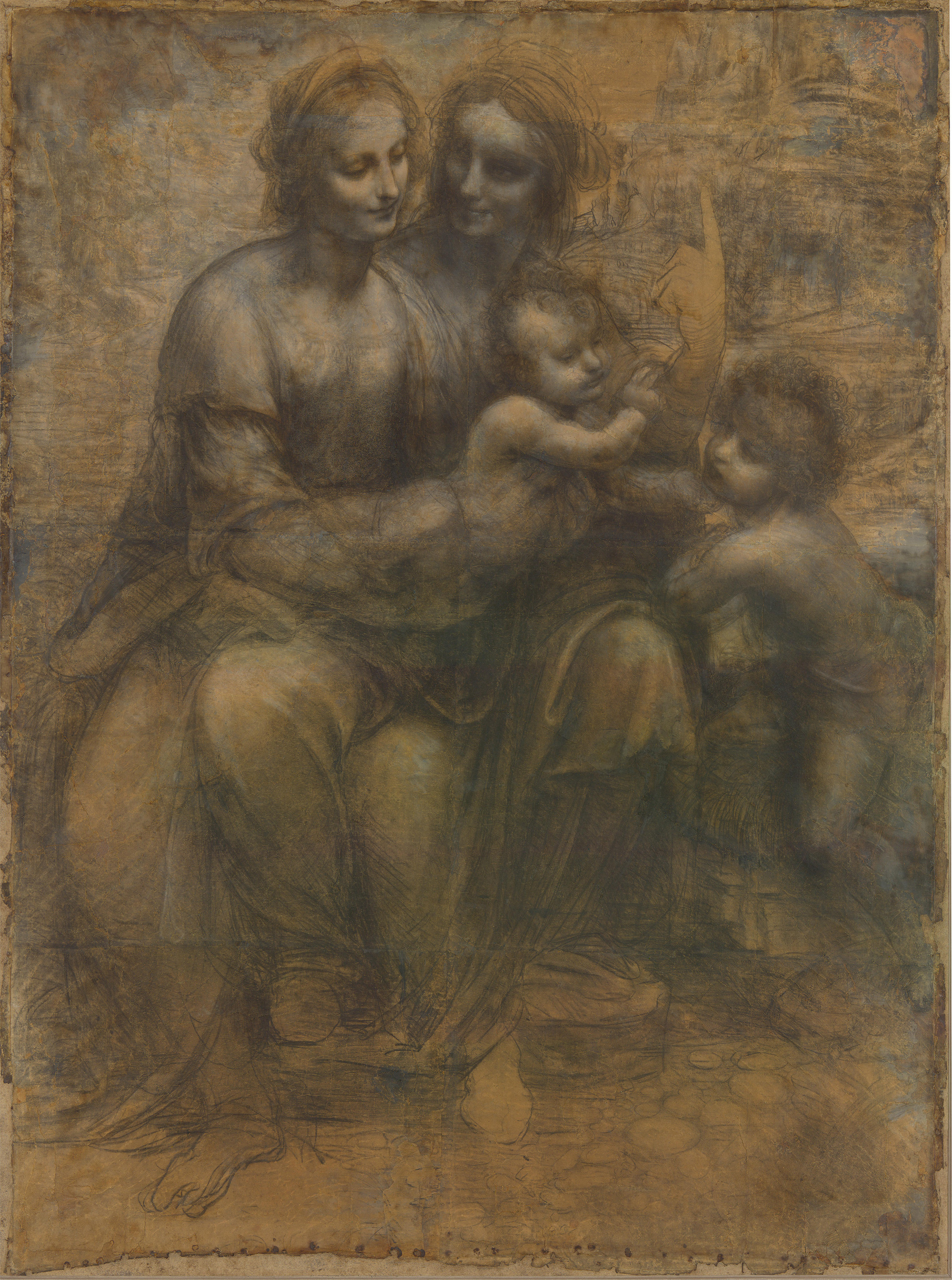
Leonardo da Vinci, Cartón de Burlington House, hacia 1500. Carbón y tiza blanca sobre papel montado sobre lienzo, 141,5 x 104,6 cm. National Gallery, Londres (NG6337).

Gran parte de la interpretación de la pintura proviene del simbolismo de las plantas que rodean las figuras, un simbolismo que habría sido fácilmente entendido por los espectadores de los siglos XVI y XVII. El principal de ellos es la presencia del olmo y la vid en el centro de la composición. La pintura representa una escena del libro XIV de Las metamorfosis de Ovidio, que describe a Vertumno tratando de seducir a Pomona usando la parábola del olmo y la vid. Frecuentemente se usaban olmos podados como soportes para las vides, por lo que los autores latinos a menudo los tomaron juntos como un símbolo de matrimonio. En el inmediato primer plano puede verse una planta conocida como aguileña, un símbolo de fertilidad que también se destaca prominentemente en otro cuadro de Melzi, la Flora que se conserva en el Museo del Hermitage de San Petersburgo (Rusia).

## Atribución
Por su estilo pictórico y por su calidad el cuadro de Vertumno y Pomona ha sido confundido varias veces con las verdaderas obras de Leonardo da Vinci, como ocurrió durante el siglo XVIII, mientras estaba en la colección del rey de Prusia Federico el Grande, en el Palacio de Sanssouci. Sin embargo, la pintura tiene también una larga atribución, aunque discutida, a Francesco Melzi. El primero en atribuir la pintura a Melzi fue el historiador de arte Pierre-Jean Mariette (1694–1774). Una atribución temprana pero incierta a Melzi vino del historiador de arte Giovanni Morelli en 1877. En 1905, Wilhelm von Bode también defendió la autoría de Melzi, atribuyéndole asimismo la Flora del Museo del Hermitage de San Petersburgo. Al discutir la atribución de Morelli, Marrion Wilcox argumentó en 1919 que Melzi es el único autor posible ya que la única alternativa sería Giampietrino. Para Wilcox, el trabajo de Giampietrino nunca logró la "distinción" vista en Vertumno y Pomona. En 1929, Wilhelm Sudia también atribuyó la pintura a Melzi basándose en la relación estilística con Leonardo.
También ha habido detractores de la atribución a Melzi. Georg Hirth y Richard Muther argumentaron en 1889 que Melzi no pudo haberla pintado porque hay poca evidencia del propio siglo XVI que sugiriera que Melzi fuera algo más que un "diletante en pintura". Rodman Henry reconoció en 1959 que esta pintura y la Flora del Museo del Hermitage compartían un estilo similar, pero coincidió en que había muy poca evidencia para sugerir que Melzi fuera un artista en activo, escribiendo: "No hay pruebas de ninguna clase que puedan sugerir que Melzi dejó ni una sola pintura". Señaló que, a pesar de que Melzi estuvo con Leonardo hasta la muerte del maestro en 1519 en el castillo de Clos-Lucé en Francia, Leonardo nunca escribió sobre Melzi como artista. 
Restos de la firma de Melzi fueron descubiertos en 1995. Estos restos sobreviven como las letras griegas S y H en una roca cerca del pie de Vertumno. Esto coincide con las primeras descripciones conservadas del cuadro, gracias a las cuales conocemos que la pintura mantuvo la firma al menos hasta el siglo XVIII. La firma probablemente se eliminó para que la pintura se pudiera vender como obra de Leonardo.

## Procedencia
La procedencia conocida de la pintura es la siguiente: 
- siglo XVIII, colección del duque de Saint-Simon, París.
- 1771, colección del rey de Prusia Federico II el Grande en el palacio de Sanssouci (número 44 de la galería, según la lista de M. Austria), figurando como obra de Leonardo da Vinci.
- 1820, comprado a von Hurt por la Gemäldegalerie de los Museos Estatales de Berlín (número 222) como obra de Salaì.

## Enlace
- Wikimedia Commons alberga una categoría multimedia sobre Vertumno y Pomona.
- Esta obra contiene una traducción  derivada de «Vertumnus and Pomona (Melzi)» de Wikipedia en inglés, publicada por sus editores bajo la Licencia de documentación libre de GNU y la Licencia Creative Commons Atribución-CompartirIgual 4.0 Internacional.

- Datos: Q55085146
- Multimedia: Vertumnus and Pomona by Melzi / Q55085146